# آب‌انبار هارون
آب‌انبار هارون مربوط به دوره سلجوقیان است و در شهرستان صدوق، بخش خضرآباد، شهر ندوشن، ۴ کیلومتری شمال شرقی روستای نیوک واقع شده و این اثر در تاریخ ۲۷ بهمن ۱۳۸۷ با شمارهٔ ثبت ۲۴۷۳۶ به‌عنوان یکی از آثار ملی ایران به ثبت رسیده است.